# Nika Rukavina
Nika Rukavina (Rijeka, 1980.), hrvatska interdisciplinarna, multimedijska umjetnica. Bavi se instalacijom, performansom, videom, ali i slikarstvom, skulpturom i crtežom. U fokusu stvaralaštva su teme društvene netolerancije, diskriminacije, »utjecaj represivnog sustava i okoline na pojedince koji ne prihvaćaju nametnute društvene konsenzuse«.

## Životopis
Nika Rukavina diplomirala je kiparstvo na Accademia di Belle Arti u Veneciji, Italija 2007. godine. Održala je niz samostalnih i sudjelovala na skupnim izložbama, među kojima su:
- Ne budi toliko emotivna (2021.), performans, Centar za likovnu umjetnost Bozar, Bruxelles, Belgija
- Manual for House Repairs for Women (2021.), OSTRALE Biennale O21, Robotron Kantine, Dresden, Njemačka
- Produktivan rad – što bi on trebao biti? (2018.), frei_raum Q21, izložbeni prostor, MuseumsQuartier, Beč, Austrija
- The Illusion of Truth (2018.), video-performans, skupna izložba Talking (About) Images, Graz, Austrija
- I have earned my star (2016.), nastup u sklopu međunarodnog projekta Stories from the Edge kustosice Francesce Lazzarini, Kunsthaus Graz, Graz, Austrija.

Jedna od autorica koja je izlagala na skupnoj izložbi Vidljive Muzeja suvremene umjetnosti u Zagrebu, 2023. godine.

## Nagrade i stipendije
Dobitnica je prve nagrade Hrvatskog društva likovnih umjetnika Rijeka na „Izložbi 60+1 - prošireni mediji“ u kategoriji Multimedija, za 2007. godinu. Jedna je od dobitnica Likovne nagrade Ivo Kalina Grada Rijeke za najbolju izložbu u 2009. godini (VIA - Međunarodni umjetnički projekt). Godine 2019. njen rad je odabran za 12. HT - Nagradu za suvremenu umjetnost, Muzej suvremene umjetnosti (MSU), Zagreb, Hrvatska. Odabrana je za sudjelovanje u programima stipendiranja sljedećih institucija: KulturKontakt, Beč, Austrija (2019.); StAiR, Graz, Austrija (2018.); Q21, Museumsquartier Wien, Beč, Austrija (2016.); Donostia Europska prijestolnica kulture, Donostia, Španjolska (2016.).

## Performansi (odabir)

### Bičevanje riječima (2017.)
Za vrijeme performansa umjetnica izgovara degradirajuće, seksističke i mizogine rečenice upućene ženama u javnom prostoru. Pri svakoj novoj izvedbi izgovara deset rečenica nakon kojih dobiva deset udaraca bičem. Bičevanje je, Rukavina tvrdi, česta kazna za žene kojima se sudi za određeni prekršeni zakon u "određenim istočnim zemljama". U performansu koristi tijelo kao medij, a fizičku bol kao sredstvo izražavanja emotivne boli.

### Ne budi toliko emotivna (2019. – 2023.)
Rečenica Ne budi toliko emotivna, koju je upamtila iz djetinjstva, Nika Rukavina uočila je kao presudnu u svom odrastanju i načinu na koji se nosi s emocijama. U osmosatnom performansu, u kamenu ploču kleše tu rečenicu izlažući se fizičkoj boli, prenoseći nelagode i bol proživljenu u djetinjstvu. Nakon procesa klesanja ove rečenice u kamenu, svako slovo prelazi pozlatom, a na kraju razbija cijelu kamenu ploču. Autorica je pozivala i publiku na sudjelovanje i oslobođenje od njihove traume.
Ovaj je performans proizašao iz rada Knjiga nevidljivih utjecaja u kojemu je autorica putem društvenih mreža sakupljala rečenice izgovorene ženama koje su utjecale na njihov život.

### Nevidljive, 2023.
Zajednička nenajavljena umjetnička akcija pet umjetnica – Milijane Babić, Branke Cvjetičanin, Tajči Čekade, Nadije Mustapić i Nike Rukavine, izvedena je na otvorenju riječkog izdanja međuinstitucionalnog projekta / izložbe Vidljive u Muzeju moderne i suvremene umjetnosti u Rijeci. Grupa umjetnica dolazi na otvorenje navedene izložbe s glavama pokrivenim papirnatim vrećicama te šalju priopćenje medijima u kojem otkrivaju svoj identitet kao i razloge negodovanja, ističući niz organizacijskih propusta te nedostatak dijaloga između kustosica i umjetnica.